# 米納哈薩山
14°35′37″S 72°30′58″W / 14.59361°S 72.51611°W
米納哈薩山（Mina Q'asa），是秘魯的山峰，位於該國南部阿普里馬克大區，由安塔班巴省的奧羅佩薩區負責管轄，屬於萬索山脈的一部分，海拔高度5,100米。